# Perry (Illinois)
Perry es una villa ubicada en el condado de Pike en el estado estadounidense de Illinois. En el Censo de 2010 tenía una población de 397 habitantes y una densidad poblacional de 401,26 personas por km².

## Geografía
Perry se encuentra ubicada en las coordenadas 39°46′56″N 90°44′49″O / 39.78222, -90.74694. Según la Oficina del Censo de los Estados Unidos, Perry tiene una superficie total de 0.99 km², de la cual 0.99 km² corresponden a tierra firme y (0%) 0 km² es agua.

## Demografía
Según el censo de 2010, había 397 personas residiendo en Perry. La densidad de población era de 401,26 hab./km². De los 397 habitantes, Perry estaba compuesto por el 99.5% blancos, el 0.25% eran afroamericanos, el 0% eran amerindios, el 0% eran asiáticos, el 0% eran isleños del Pacífico, el 0% eran de otras razas y el 0.25% pertenecían a dos o más razas. Del total de la población el 0.25% eran hispanos o latinos de cualquier raza.